# الدین (اکلاهما)
الدین، اکلاهما (به انگلیسی: Alden, Oklahoma) یک Unincorporated community در ایالات متحده آمریکا است که در اکلاهما واقع شده‌است.

## خصوصیات
الدین ۴۵۱٫۱۱ متر بالاتر از سطح دریا واقع شده‌است.